# Birčna vas
Birčna vas is een plaats in Slovenië en maakt deel uit van de gemeente Novo mesto in de NUTS-3-regio Jugovzhodna Slovenija. De plaats telde 368 inwoners op 1 januari 2020.